# 利耶爾瓦爾代城堡

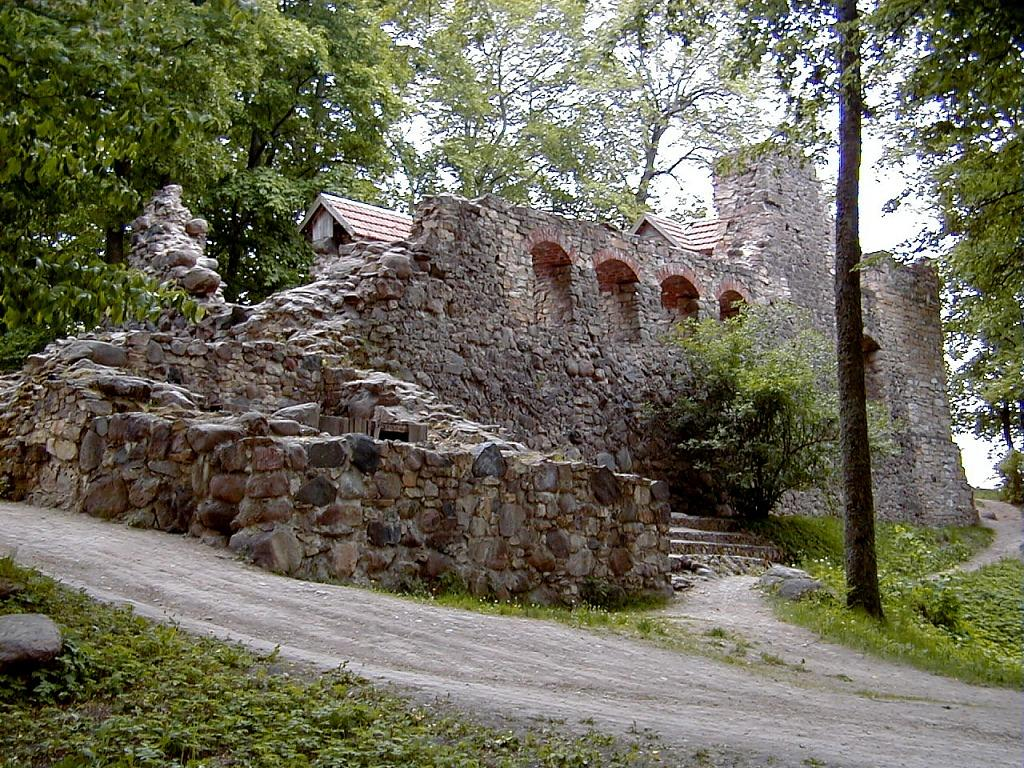

利耶爾瓦爾代城堡是拉脫維亞的一座城堡，位於拉脫維亞北部城鎮利耶爾瓦爾代。這座城堡修建於1248年之前。在立窩尼亞戰爭期間，這座城堡於1579年被俄羅斯軍隊摧毀。

## 外部連結
- （拉脫維亞語） Lielvārde Castle (ruins)

56°42′41″N 24°50′18″E / 56.7114°N 24.8382°E